# Liste der Monuments historiques in Labarde
Die Liste der Monuments historiques in Labarde führt die Monuments historiques in der französischen Gemeinde Labarde auf.

## Liste der Bauwerke
| Bezeichnung      | Beschreibung                                               | Standort | Kennzeichnung | Schutzstatus | Datum | Bild           |
| ---------------- | ---------------------------------------------------------- | -------- | ------------- | ------------ | ----- | -------------- |
| Château Giscours | Schloss, erbaut in der zweiten Hälfte des 19. Jahrhunderts | (Lage)   | PA33000147    | Inscrit      | 2011  | weitere Bilder |

## Liste der Objekte
| Bezeichnung                            | Beschreibung           | Standort                       | Kennzeichnung | Schutzstatus | Datum | Bild |
| -------------------------------------- | ---------------------- | ------------------------------ | ------------- | ------------ | ----- | ---- |
| Gemälde im Hauptaltar: Heiliger Martin | 18. Jahrhundert        | in der Kirche St-Martin (Lage) | PM33000550    | Classé       | 1910  |      |
| Bas-Relief Christus in Ketten          | Holz, 17. Jahrhundert  | in der Kirche St-Martin (Lage) | PM33000551    | Classé       | 1971  |      |
| Skulpturengruppe Pietà                 | Stein, 16. Jahrhundert | in der Kirche St-Martin (Lage) | PM33000552    | Classé       | 1971  |      |